# Genkernel
genkernel è un tool per la compilazione di un kernel Linux per la distribuzione Gentoo.
Genkernel compila il kernel con ogni driver per l'hardware inserito come modulo, poi copia questi nel disco RAM che è passato al kernel al momento del boot, offrendo un'identificazione automatica dell'hardware. Questo tool è pensato per gli utenti meno esperti nella configurazione di un kernel Linux che devono affrontare questo problema.
La ragione principale per la creazione di genkernel è che la configurazione e la compilazione del kernel avvengono durante l'installazione di Gentoo, e questo rappresenta un problema per i nuovi utenti. Gli utenti esperti, invece, preferiscono configurare e compilare il kernel manualmente, poiché genkernel cerca di effettuare una configurazione più sicura possibile, causando però l'allargamento oltremodo del kernel.